# Xanthoparmelia
Xanthoparmelia (Vain.) Hale (żełuczka) – rodzaj grzybów z rodziny tarczownicowatych (Parmeliaceae).

## Systematyka i nazewnictwo
Pozycja w klasyfikacji według Index Fungorum: Parmeliaceae, Lecanorales, Lecanoromycetidae, Lecanoromycetes, Pezizomycotina, Ascomycota, Fungi.
Nazwa polska według Krytycznej listy porostów i grzybów naporostowych Polski.
Synonimy naukowe: Almbornia Essl., Parmelia sect. Xanthoparmelia Vain., Xanthomaculina Hale:

## Niektóre gatunki
- Xanthoparmelia alternata Elix & J. Johnst. 1986
- Xanthoparmelia conspersa (Ehrh. ex Ach.) Hale 1974 – żełuczka izydiowa
- Xanthoparmelia dichotoma (Müll. Arg.) Hale 1974
- Xanthoparmelia loxodes (Nyl.) O. Blanco, A. Crespo, Elix, D. Hawksw. & Lumbsch 2004 – tzw. brunka izydiowa, tarczownica izydiowa
- Xanthoparmelia mougeotii (Schaer.) Hale 1974 – żełuczka Mougeota
- Xanthoparmelia nebulosa (Kurok. & Filson) Elix & J. Johnst. 1986
- Xanthoparmelia plittii (Gyeln.) Hale 1974
- Xanthoparmelia pulla (Ach.) O. Blanco, A. Crespo, Elix, D. Hawksw. & Lumbsch 2004 – tzw. brunka drobna, tarczownica drobna
- Xanthoparmelia somloënsis (Gyeln.) Hale 1987 – żełuczka zmienna
- Xanthoparmelia verruculifera (Nyl.) O. Blanco, A. Crespo, Elix, D. Hawksw. & Lumbsch – tzw. brunka zmienna
- Xanthoparmelia versicolor (Müll. Arg.) Hale 1974

Wykaz gatunków (nazwy naukowe) na podstawie Index Fungorum. Obejmuje on wszystkie gatunki występujące w Polsce i niektóre inne. Uwzględniono tylko gatunki zweryfikowane o potwierdzonym statusie. Nazwy polskie według W. Fałtynowicza.
Wszystkie gatunki w Polsce, z wyjątkiem żełuczki izydiowej, objęte są ochroną gatunkową